# Archivo Histórico Provincial de León
El Archivo Histórico Provincial de León es un archivo de titularidad pública con sede en la ciudad de León que sirve como archivo histórico e intermedio para la administración central, autonómica y territorial en la provincia de León.
Creado en 1962, tras la última ampliación tiene capacidad para 38.000 m/l de documentación, de los cuales están ocupados unos 25.000, cuyo arco cronológico abarca desde el año 901 hasta el 2006. Sus fondos se hallan repartidos en tres inmuebles de la capital leonesa, con centro en el antiguo Castillo de León. Aunque la mayoría del material es de origen público, también incluye algunos privados y de diversa procedencia. Los fondos del archivo son propiedad del Estado, el edificio es de titularidad estatal y la gestión y el personal están adscritos a la Junta de Castilla y León.

## Historia
El Archivo Histórico Provincial de León fue creado por Orden del entonces Ministerio de Educación Nacional, con fecha 3 de abril de 1962 y la finalidad expresa de guardar y custodiar los "protocolos notariales de más de 100 años y cualesquiera otros documentos pertenecientes al Estado conservados en la Comisión de Monumentos". Se instaló en los locales que ocupaba esta misma Comisión Provincial de Monumentos, un inmueble propiedad de la Diputación en cuyo sótano se apilaban los protocolos notariales y donde, naturalmente, no había espacio para ubicar las dependencias del archivo. Fue nombrada directora María Teresa Triguero Rodríguez, funcionaria del Cuerpo Facultativo de Archiveros y por entonces jefa del saturado archivo de la Delegación de Hacienda, que era la había puesto la iniciativa y realizado todas las gestiones para que se creara el Archivo Histórico Provincial. El nuevo archivo no empezó con buen pie. De hecho, ni siquiera entró en funcionamiento, debido a la oposición de la Comisión de Monumentos, la carencia de medios materiales y la lentitud de los trámites burocráticos, unidos al traslado de su madrina a fines de 1963.
En 1966 se incorporó como nueva directora Gloria Tejada, que, a pesar de la desfavorable coyuntura procedió a recoger e inventariar los protocolos de los partidos judiciales de la capital, Ponferrada, Villafranca del Bierzo, Sahagún, La Vecilla y Riaño, el Catastro del Marqués de la Ensenada, así como los libros de las contadurías de Hipotecas de Astorga y Sahagún. Se realizaron 150 encuestas para el censo-guía, se adquirió un lote de documentos particulares e incluso se publicaron artículos en la prensa local para informar de la desapercibida existencia del Archivo. Cuando, en 1969, la directora fue trasladada a Simancas, el archivo ya estaba en funcionamiento, aunque al año siguiente perdió su despacho provisional en la Comisión de Monumentos, de modo que hubo que habilitar un lugar de trabajo para personal e investigadores en un rincón del depósito.
Esta situación, que se prolongaría hasta 1974, tuvo el positivo efecto de permitir un contacto directo con la documentación, y el descubrimiento de una serie de fragmentos de pergaminos que se remontaban al siglo X, y que servían de encuadernación a los protocolos notariales. A comienzos de 1974, con la creación de la Biblioteca Provincial de León, el archivo se trasladó a un edificio de nueva planta, compartido con la misma. De 1974 a 1979 se incorporó documentación de forma masiva: los protocolos notariales de los partidos judiciales de Astorga, La Bañeza, y Murias de Paredes, la documentación de la Delegación de Hacienda, Sindicatos, Educación, Obras Públicas, Audiencias, Magistraturas, Juzgados Municipales, etc. Pronto se desbordaron los cinco kilómetros de estanterías disponibles, haciéndose necesario encontrar una sede más adecuada.
Así, en 1978 se iniciaron los trámites para trasladarse a Cárcel Vieja de León, el antiguo castillo de la ciudad, abandonada desde 1962. Las obras comenzaron en 1979 y quedaron concluidas en 1982.
Sus 10 000 m/l de depósitos se desbordaron al cabo de diez años, por lo que en 1993 se ocuparon parte de las instalaciones del antiguo taller de pintura del Parque Móvil Ministerial, a la vez que se inició la rehabilitación de la iglesia de los Descalzos, situada junto al Castillo, con objeto de convertirla en depósito.
En 2001-2002 se realizaron en la Cárcel vieja obras de remodelación, con la finalidad de adaptar el edificio a las nuevas necesidades y eliminar las barreras arquitectónicas existentes, y en 2007 se ocupó más superficie del antiguo Parque Móvil Ministerial
En 2003, el Archivo Histórico Provincial de León recibió el premio a la Excelencia de la Junta de Castilla y León, y en diciembre de 2007 se convirtió en la primera institución pública española que recibe el sello 300+ de la European Foundation for Quality Management, debido a su gestión ejemplar. En 2008 se puso en marcha Grupo de Mejora de los Archivos de Castilla y León, para implantar en los archivos de toda la Comunidad el modelo leonés.

## Organización

### Datos fundamentales
- Código del centro: ES-CYL-AHPLe-24003
- Dirección postal: Pza. Puerta Castillo, s/n. CP 24003. León.
- Teléfono: 987 – 24 40 10
- Fax: 987 – 23 54 50
- Correo electrónico: archivo.leon@jcyl.es
- Directora: Eva Merino Flecha.
- Plantilla: 2 facultativos archiveros, 2 técnicos de grado medio de archivos, 1 ayudante de archivo,1 jefe de negociado, 2 auxiliares administrativos, 3 auxiliares de biblioteca, 1 conserje, 2 oficiales de 1ª, 5 subalternos y 1 personal de servicios.
- Horarios abre al público por las mañanas de lunes a viernes, de 8.30 a 14.30 horas, y por las tardes los lunes y martes, de 16.30 a 19.00 horas. Del 1 de julio al 30 de septiembre el horario es sólo de mañana, de 8.00 a 15.00 horas.

### Atención al público
El Archivo Histórico recibe cerca de 4.000 visitas anuales. La mayoría de las consultas están relacionadas con herencias, fincas y linderos, en especial de los años 70, por asuntos de concentración parcelaria. El segundo grupo de importancia es el de jubilados investigando a sus ancestros, y a la cola, pero no por ello menos importante, está el profesorado y alumnado de la Universidad de León, que se centra en el estudio de los 26 000 protocolos notariales que atesora el Archivo.

## Fondos
Los fondos del Archivo están conformados por:
- Los protocolos notariales de la provincia
- Los libros de los Registros y Contadurías de Hipotecas y los libros de las oficinas registrales.
- La documentación judicial de Primera Instancia e Instrucción, de las Audiencias Provincial y Territorial, Magistratura de Trabajo y Tribunal Tutelar de Menores.
- La documentación de las Delegaciones Provinciales del Estado y del Gobierno Civil.
- Los documentos de organismos desaparecidos de la Dictadura franquista.
- Depósitos y donaciones de particulares.